# Фолин, Отто
Отто Кнут Олоф Фолин (4 апреля 1867 г. — 25 октября 1934 г.) — американский химик шведского происхождения, разработал различные количественные методы анализа биологических жидкостей, среди которых метод определения креатинина в моче и колориметрический анализ крови при помощи вольфрамокислых фильтратов; его исследования являлись важным этапом формирования концепции метаболизма белков.

## Биография

### Детство
Отто Кнут Олоф Фолин родился 4 апреля 1867 года в деревне Оседа на юге Швеции, в исторической провинции Смоланд. Происходил он из семьи мелких землевладельцев; в частности, его бабушка и дедушка, Мария и Юнас Фолины, владели участком, расположенным в весьма выгодном месте. У них было восемь детей, в том числе двое сыновей. Отто был ребёнком младшего сына, Нильса Магнуса, который был дубильщиком в Оседе; старший, Юнас Фолин, стал министром. В 1850 году Нильс Магнус женился на Еве Ульсон, дочери мелкого землевладельца, которой на тот момент было 16 лет. У них родилось 13 детей — первые 12 оказались сыновьями, Отто был самым младшим, а последняя — дочь, Гертруда. Очень многие из них не дожили до зрелости: пять сыновей умерли в младенчестве и трое — в подростковом возрасте. И только двое получили образование, выходящее за рамки начальной школы — старший, Вильгельм, умерший в 18 лет, и Отто.
Несмотря на то что Нильс Магнус Фолин был умным человеком, он мало понимал в управлении, и его дело не приносило хорошего дохода. Семья оказалась в бедственном положении, и заботу о её достатке пришлось взять на себя матери Отто Фолина, Еве. Она, исполняя свою давнюю мечту стать медсестрой, посетила три ежегодных сессии в Гётеборге, чтобы брать уроки для аттестации в области акушерского и сестринского дела. Детей она оставила дома. Несмотря на тяжёлое положение её семьи, Еве Фолин удалось аттестоваться в качестве официальной акушерки, и благодаря этой работе она нашла средства для содержания своей семьи. Хотя её часто не бывало дома, так как она всё своё время отдавала работе, Отто запомнил её как весёлую, предприимчивую женщину со здравой жизненной философией.
Мальчики жили дома и посещали местную школу до тех пор, пока в 14 лет не были прикреплены к лютеранской церкви, а затем отправлены в соседний город подмастерьями, чтобы осваивать различные профессии. Благодаря хлопотам своей матери Отто смог три года обучаться в доме преподобного Ланга, который руководил частной школой для мальчиков. Там Отто осваивал элементарную математику и немецкий.

### Эмиграция в Америку, получение образования
В возрасте пятнадцати лет Отто отправили в США, к двум его братьям и тёте. Они жили среди своих соотечественников в Миннесоте. Билет на рейс (в 1882) ему дал брат Аксель, который жил в Стиллуотере, лесопильном городе на реке Санта-Крус. Здесь Отто Фолин начал работать на боновых заграждениях, в то же время не оставляя надежды продолжить своё образование. Для изучения английского языка Фолин поступил в сельскую школу, находящуюся неподалёку от фермы тёти, где он работал батраком несколько лет. Потом он вернулся в Стиллуотер, чтобы пройти обучение в грамматической и старшей школах этого города. Через шесть лет Фолин полностью окончил комбинированный восьмилетний курс. Чтобы обеспечивать себя едой и жильём, во время школьных семестров он нашёл работу. Часто он работал в качестве ночного портье в отелях, чтобы иметь возможность заниматься по ночам. Лето Фолин проводил за сбором урожая или на боновых заграждениях Санта-Крус.
В 1888 году он окончил старшую школу. В конце того же года Фолину удалось добиться рабочего места в Миннеаполисе, что позволило ему поступить в Университет Миннесоты. Он окончил его в 1892 году, получив степень бакалавра. В ноябре 1890 года он стал гражданином США.

## Ранние работы
В 1892 Фолина приняли в аспирантуру открывшегося Университета Чикаго. Он выбрал химию как основной и физиологию как второстепенный предмет. В течение первых лет все силы Фолина были посвящены подготовке в различных областях химии и связанных с ними дисциплинах, требуемых от кандидатов в магистранты. Примерно в это время Юлиус Штиглиц, руководитель Фолина, провёл исследование определённых молекулярных перегруппировок, которые возникают при обработке органических веществ, содержащих галоген, связанный с азотом (бромацетамиды), метилатом натрия. В результате, вместо ожидаемых в данном случае гидроксиламинов получаются уретаны. Основной интерес состоял в том, что непонятен был механизм реакции. Исследование Фолина было связано как раз с изучением продуктов этой реакции ряда таких соединений. Полученные им данные представлены в его диссертации «Об уретанах» и говорят о большом эксперименте с органическими препаратами, но включают небольшое рассмотрение вовлечённых механизмов. Подобное упущение объясняется тем, что в те годы невозможно было логически объяснить механизм таких реакций. Только после появления идеи об электронных связях, выдвинутой Дж. Дж. Томсоном в 1897 году, Штиглиц (и Нойес независимо) в 1901 году смог дать первую оценку механизма, спустя четыре года после написания диссертации Фолина.
После завершения написания диссертации в августе 1896 года Фолин отправился в Европу, и первый год он провёл в лаборатории Олофа Хаммерстена в Уппсальском университете. Здесь он исследовал свойства и состав продуктов гидролиза гликопротеинов, муцинов, из подчелюстной железы, также называемых «животная жвачка». Короткая статья с таким названием, опубликованная в журнале Zeitschrift Хоппе-Слейра в 1897, была первым вкладом в биохимию.
Летом того же года он работал в лаборатории Салковски в Берлине, где занялся аналитической проблемой определения мочевой кислоты. Следующие годы были посвящены исследованиям продукта гидролиза белка, присутствующего в «пептонах Витте», в лаборатории Косселя в Марбурге. Три статьи, сообщающие данные по этим лабораторным исследованиям, оперативно появились в Европе в Zeitschrift Хоппе-Слейра; и Фолин вернулся в Чикаго, где в 1898 ему присудили степень доктора наук.
Летом 1899 года Фолину поступило предложение занять должность помощника профессора химии в Университете Западной Виргинии. Также Фолин получил годичный курс количественных методов анализа и другой — элементарной физиологической химии.

## Работа в больнице МакЛин
Весной 1900 Фолину предложили новое место в больнице МакЛин (для умалишённых) в пригороде Бостона. Его пригласили для того, чтобы он провёл оснащение, а в дальнейшем взял на себя управление лабораторией по физиологической химии. В течение первых месяцев в МакЛине Фолин, пока происходила установка оборудования, изучал литературу о метаболизме, химическом составе мочи и утверждения (в основном, во французских медицинских журналах) о присутствии в моче душевнобольных пациентов токсичных веществ, как предполагали, связанных с их психическим состоянием. Первый проведённый эксперимент должен был определить, путём введения инъекций кроликам, токсичность нормальной мочи и мочи умалишённых, а также отдельных их компонентов. Заметная токсичность была только у солей калия и аммония, что уже было известным фактом. Фолин скептически относился к идее, что «токсины», возможно, связанные с холином и другими азотистыми основаниями, полученными из нервной ткани, могут быть причиной психического расстройства. Не найдя никаких подтверждений этого в предварительных экспериментах, Фолин отказался от этого подхода.
Он решил вместо этого сравнить белковый метаболизм нормального человека и больного психическим заболеванием. Для этого он измерял содержание всех продуктов, выводящихся с мочой, в том числе и азотосодержащих. Фолин предполагал найти нормальный диапазон изменения распределения всего азота среди известных продуктов и остаточной фракции, а затем рассмотреть возможные аномальные изменения. Для того, чтобы точно измерить содержание продуктов, необходимо было разработать эффективный количественный метод анализа.
Первые годы в МакЛине были в основном посвящены разработке и отладке методов определения мочевины, аммиака, мочевой кислоты, креатинина и креатина, сульфатов и кислотности мочи. Первый колориметрический метод Фолина был разработан им для определения креатинина, в нём использовалась обнаруженная значительно раньше Яффе окрашенная реакцию между креатинином и пикриновой кислотой. Задолго до того и другие окрашенные реакции уже использовались для определения биологических продуктов (например, реактив Несслера для определения аммония в водных растворах), но метод Фолина для определения креатинина содержал более тонкий и точный инструмент для сравнения цветов — колориметр Дюбоска. Все эти тщательно разработанные были использованы для изучения метаболизма здоровых людей и людей, наблюдаемых в больницах, каждый из которых находился на постоянной диете известного состава.
Но тут исследования Фолина были временно прерваны его болезнью. В июне 1903 года Массачусетской Главной Больнице ему удалили опухоль левой околоушной железы и вырезали лицевой нерв. Опухоль была доброкачественной и повторений её развития не было.
В 1904 году в двух очередных выпусках Американского журнала о помешательстве (в настоящее время — Американский психиатрический журнал) вышла длинная статья о результатах экспериментов, связанных с изучением метаболизма. Однако она не была отмечена научным сообществом, вероятно, из-за своего непривлекательного содержания. В статье были обзоры литературы, методы с 67 таблицами данных и предположения о том, что общий паралич может быть связан с нарушениями метаболизма. Такой холодный приём привел к прекращению Фолином попыток выявить связь метаболизма с психическими отклонениями.
Но он продолжил работать в направлении разработки методов, дающие возможность проводить более общие физиологические исследования — выявление закономерности физиологического выделения мочи. Фолин для своих исследований использовал различные диеты, в том числе особую — с малым содержанием азота. И следующую свою статью 1905 года, сам Фолин считал одной из лучших. Она до сих пор цитируется в текстах и монограммах как «классическая работа Фолина» о принципах промежуточного метаболизма.
Фолин заметил, что уровень метаболизма белков, изучаемый его коллегой Ван Сомереном, составлял около трети от уровня, считающегося нормой, и этот факт привел его к изучению влияния малобелковой диеты на состав мочи у здоровых людей. Из данных о применении диет с различным содержанием белка Фолин вывел правила, определяющие состав мочи, и на их основании построил свою теорию метаболизма белков. В его данных отчётливо видно явное различие между продуктами метаболизма, не зависящими от количества потреблённых белков (креатинин), и продуктами, которые данную зависимость имеют (мочевина). Он назвал это «эндогенным» и «экзогенным» метаболизмом, и данная концепция вскоре была в научном сообществе принята и являлась основной в течение нескольких десятилетий.

## Работа в Гарварде
Результатом статей Фолина, стало не только распространение популярности его метода в химическом анализе, но и назначение Фолина в 1907 году на должность ассистента профессора биологической химии и в 1909 году на должность Hamilton Kuhn Professor в Гарварде.
В 1912 году Фолин вернулся к изучению проблемы метаболизма. До этого было уже показано, что пищевые белки почти полностью распадаются в кишечнике на аминокислоты, при этом обычными методами не удавалось обнаружить сколь-нибудь заметных концентраций аминокислот в кровотоке. Поэтому выдвигали предположения, что на поверхности слизистой оболочки кишечника происходит обратный процесс — аминокислоты в процессе всасывания вновь собираются в белки. Фолин предложил простой и достаточно точный метод определения небелкового азота в крови, в том числе в мочевине и во всех остальных соединениях азота с маленькой молекулярной массой (свободные аминокислоты, аммоний и др.). Это был так называемый анализ «blood n.p.n.», который был сразу принят клиниками для определения почечной недостаточности.
Этим методом Фолин продемонстрировал, что свободные аминокислоты, образовавшиеся при переваривании пищи в кишечнике, присутствуют в кровеносной системе, тем самым опровергая идею, что на поверхности слизистой кишечника происходит синтез белков. Затем он решил проследить за тем, что происходит с аминокислотами после всасывания в крови из кишечника.
Для этого Фолин и Денис начали серию экспериментов, намереваясь отследить путь мочевины и некоторых аминокислот, которые они вводили животным в тонкий кишечник или внутривенно. Примерно в это же время Д. Д. Ван Слайк тоже проводил подобные эксперименты, только они привели к другим выводам. Фолин заключил, что все ткани поглощают и дезаминируют аминокислоты, в то время как Ван Слайк считал на основании своих данных, что только в печени преимущественно проходит дезаминирование и конверсия аммиака, образующегося из мочевины. Эта проблема была разрешена благодаря экспериментам Манна — после удаления печени у животных переставала вырабатываться мочевина. Этот вывод был позднее подтвержден при открытии ферментативных процессов образования мочевины, происходящих в печени.
Также в процессе данных экспериментов Фолин обнаружил, что комплексы фосфорвольфрамовых и фосформолибденовых кислот являются чувствительными окрашивающими реагенты относительно ряда веществ — фенол, тирозин, мочевая кислота, глюкоза и др. — при определенных условиях. Ещё одним открытием являлось то, что вольфрамовая кислота оказалась простым и эффективным реагентом для полного осаждения при почти нейтральной кислотности среды всех белков крови без абсорбции небелковых составляющих. Эти наблюдения легли в основу для систематического анализа крови, разрабатывавшегося с 1920 года в сотрудничестве с Сянь Ву. В вольфрамокислых фильтратах можно было определить сахар, небелковый азот, мочевину, мочевую кислоту, креатинин и креатин, аминокислоты, хлориды и другие соединения.

## Поздние годы
Фолин также работал с Metropolitan Life Insurance Company, в которой вместе с Бенедиктом был назначен членами комитета, призванного составить план реорганизации биохимической лаборатории в этой компании. Довольно скоро Фолина пригласили стать главой этой лаборатории. Несмотря на очевидную финансовую выгоду, Фолин не принял его и предпочел остаться в Гарварде. При этом Фолин и Бенедикт участвовали в управлении лабораторией до тех пор, пока в 1928 году доктор Блафервик не стал её главой, причем им обоим было присвоено звание «биохимик-консультант», которое Фолин носил до самой смерти.
Фолин продолжал заниматься улучшением своих методик до самой смерти. Его последняя статья, посланная в Журнал Биологической Химии 7 июня 1934 года, называлась «Простой способ приготовления правильного реагента для определения мочевой кислоты (и некоторые комментарии)».
В честь юбилея его назначения профессором биологической химии в Гарвардском Университете, группа его коллег ранее в 1934 заказала его портрета у известного художника, и он должен был быть продемонстрирован на праздничном ужине.
Смерть Фолина 25 октября 1934 г. от сердечного приступа изменила их планы, и 25 ноября состоялась мемориальная встреча, на которой выступили несколько его соратников. Портрет, сделанный Поллаком-Оттендорфом, был показан тогда же и сейчас висит в библиотеке Гарвардской Медицинской Школы.
Отто Фолин похоронен в уголке Нью Хемпшира, где у него был летний дом.

## Личность
Фолин был скромным, спокойным, но решительным человеком, тяготеющим к оптимистичным взглядам и суждениям. Он был несколько медлителен и осторожен в речах. Когда стоял вопрос о разнице в научных мнениях, то Фолин мог отбросить личные чувства и вдумчиво и тщательно оценить ситуацию, он всегда пытался увидеть разные стороны вопроса. Он очень ценил хорошую работу и был щедр на выражение своей признательности. Н мог и критиковать, не колеблясь.
Фолин был преданным мужем и отцом: всегда забирал какие-либо тяжести у своей жены, а в субботу вечером и в воскресенье утром пёк хлеб для своей семьи. На завтрак он ел крендельки с маслом и пил кофе, который варил таким же способом, как Кьельдаль.
Ещё одно увлечение Фолина — игра в гольф. Поступив в Гарвард и переехав из Кембриджа в Бруклин, он стал членом Chestnut Hill Golf Club и вскоре стал азартным и довольно хорошим игроком. В течение многих лет гольф помогал Фолину находиться в хорошей физической форме.

## Семья
В 1899 году Отто Фолин женился на Лауре Черчилль Грант, молодой девушке канадского происхождения, которая после окончания колледжа Вассар поступила в Университет Чикаго как аспирант по математике и экономике. У них было трое детей: Джоанна (умерла в 1912 году), Грант, Тереза (окончила Медицинскую школу Джонса Хопкинса). Множество внуков, один из них — также Отто Фолин.

## Преподавательская деятельность
Фолин был хорошим преподавателем. Он очень много времени уделял работе со студентами. Фолин брал одного студента или группу и интенсивно работал с ними, делая часть исследования, которые они должны были продолжить. В числе его учеников — Джордж Майнот (Нобелевская премия по физиологии и медицине, 1934), Джеймс Батчеллер Самнер (Нобелевская премия по химии, 1946), Эллиот Проктор Джослин (исследователь диабета).

## Награды и почести
Доктор наук Вашингтонского Университета (1915), Университета Чикаго (1916), доктор медицины Университета Лунда, Швеция (1918).
Член Национальной Академии наук США с 1916 года, Императорской Академии наук Германии с 1932 года, американских Химического, Физиологического общества, Общества фармакологии и экспериментальной терапии, Общества экспериментальной биологии и медицины.